# Renard (Adelsgeschlecht)

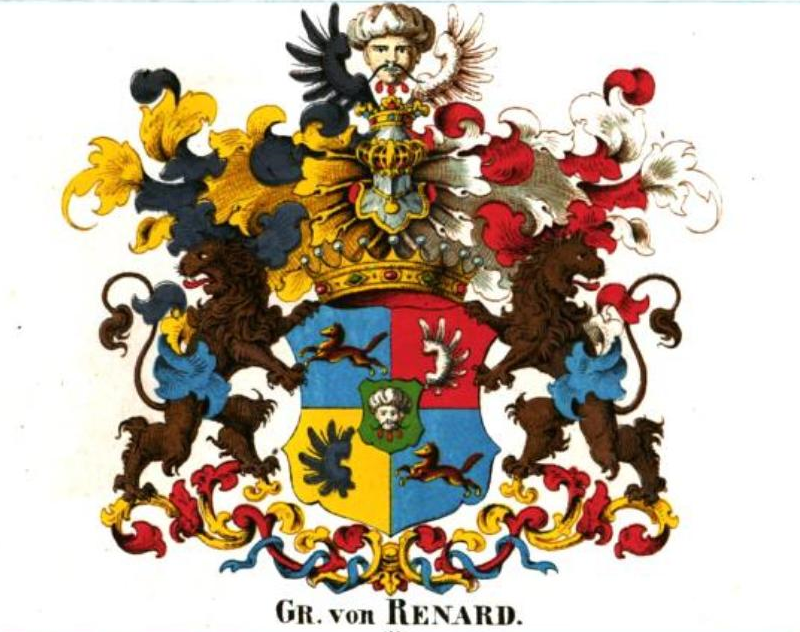
Wappen der Grafen von Renard

Renard ist der Name eines polnischen beziehungsweise preußisch-schlesischen Adelsgeschlechts.

## Geschichte
Die Familie soll einerseits aus Danzig stammen, „wo sie unter dem Namen »Reinhard« zum Patriziat gehörte“, andererseits aus Hamburg (vorgeblich mit französischer Abstammung). Nach der Übersiedlung der Familie nach Warschau wurde der Name in der polnischen Sprache „Réjnard“ ausgesprochen, woraus dann „Renard“ wurde, was die französische Abstammung nahelegen sollte.
Nach Siebmacher, Band Mähren von 1899 soll die Familie Renard 1720 vorgeblich mit Johann Baptist Renard in den „polnischen Freiherrenstand“ (?) aufgenommen worden sein.; nach den Siebmacher-Bänden
- Preußen, Grafen und Freiherren (1857)[2]
- Adel von Österr.-Schlesien (1885)[3]
- Abgestorbener Adel der Preussischen Provinz Schlesien (1887)[4]
- und Mähren (1899)[1]

erfolgte eine Aufnahme in den polnischen Adel am 28. Oktober 1726 und am 16. Oktober 1741 in den Reichsgrafenstand im kursächsischen Reichsvikariat (Reichsgrafendiplom, kursächsische Anerkennung des Grafenstands 21. Februar 1742). Im Jahre 1761 erwarb die Familie das Olmützer Lehnsgut Dorfteschen.

## Wappen
Gevierter Schild mit Türkenkopf in grünem Herzschild, im Schild zweifach in Blau ein laufender Fuchs (Stammwappen) sowie in Rot und Gold je ein Flügel; auf der Grafenkrone ein Türkenkopf.

## Familienmitglieder
- Johann Baptist von Renard (* 1682 in Warschau; † 14. Februar 1746 in Dresden), königlich-polnischer und kursächsischer Oberst und General der Infanterie, Träger des St. Heinrichsordens, Grabstätte auf dem Alten Katholischen Friedhof Dresden[5]
- Andreas Maria von Renard (1795–1874), schlesischer Montan-Industrieller
- Johannes Maria von Renard (1829–1874), preußischer Industrieller und Politiker
- Anna Katharina (Henriette) Rénard (1685–1721), Mätresse von August II. (auch:Henriette Rénard-Duval)